# Leo et Tig
Pour les articles homonymes, voir Léo et Tig.
Leo et Tig (Лео и Тиг) est une série télévisée d'animation russe en 78 épisodes de 11 minutes diffusée depuis le 17 septembre 2016 sur Carousel et Mult.
Cette série est inédite dans tous les pays francophones.

## Fiche technique
- Titre original : Лео и Тиг
- Titre français : Leo et Tig
- Sociétés de production : Parovoz[1]
- Pays d'origine :  Russie[1]
- Nombre d'épisodes : 78[2]
- Durée : 11 minutes[2]